# Jan Władysław Ginter
Jan Władysław Ginter, franc. Jean Wladyslaw Ginter (ur. 25 czerwca 1906, zm. 1983) – polski kreślarz, nauczyciel, działacz ruchu oporu i polonijny we Francji.

## Życiorys
Urodził się 25 czerwca 1906. Pochodził z terenu Białostocczyzny. Kształcił się w Białymstoku. Wobec nieuzyskania miejsca na Politechnice Warszawskiej w 1930 wyjechał do Francji. Tam podjął studia w szkole wyższej w Grenoble. Z polecenia konsula generalnego RP we Francji w 1931 podjął pracę w popołudniowej szkole polskiej w Potigny, gdzie był nauczycielem języka polskiego. Został kierownikiem tej placówki, a z czasem wykładał także w innych szkołach w gminie. Zawodowo pracował jako asystent kreślarza w Mines de Soumont. Był także tłumaczem przysięgłym w sądach. Ukończył studia na kierunku matematyki na Uniwersytecie w Lyonie.
Podczas II wojny światowej działał w konspiracji w ramach Polskiej Organizacji Walki o Niepodległość (POWN). Był szefem grupy sieci konspiracyjnej w departamencie Calvados. Zajmował się dystrybucją prasy podziemnej oraz obserwacją niemieckiej infrastruktury wojennej. Działał wówczas na obszarze Francji, Holandii i Belgii. Po raz pierwszy został aresztowany przez gestapo na krótko w maju 1942, po raz drugi w grudniu tego roku. Był osadzony w Caen, później w obozie Compiègne-Royallieu, od 26 kwietnia 1943 w obozie Sachsenhausen-Oranienburg, a od 1 czerwca 1943 w obozie w Falkensee. Odzyskał wolność 26 kwietnia 1945 po nadejściu Armii Czerwonej.
6 maja 1945 został repatriowany do Valenciennes. Następnie powrócił do Potigny, gdzie podjął pracę w macierzystej szkole. W listopadzie 1945 ożenił się tam z Janiną Fudaler, wraz z którą prowadził tę placówkę. Łącznie przepracował w szkole w Potigny ponad 40 lat. Działał w środowisku polonijnym we Francji. Był wielokrotnie odznaczany: otrzymał polski Krzyż Partyzancki, odznaczenia francuskie, amerykańskie i belgijskie, a w 1968 został odznaczony francuską Legią Honorową. Zmarł w 1983.